# Dorothy Reed Mendenhall

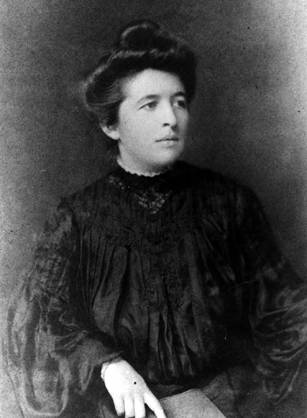
Dorothy Reed Mendenhall.

Dorothy Mabel Reed Mendenhall (1874 - 31 de julho de 1964) foi uma médica estadunidense. Ficou conhecida principalmente pela descoberta da célula de Reed-Sternberg, juntamente com Carl Sternberg.